# Districte de Sursee

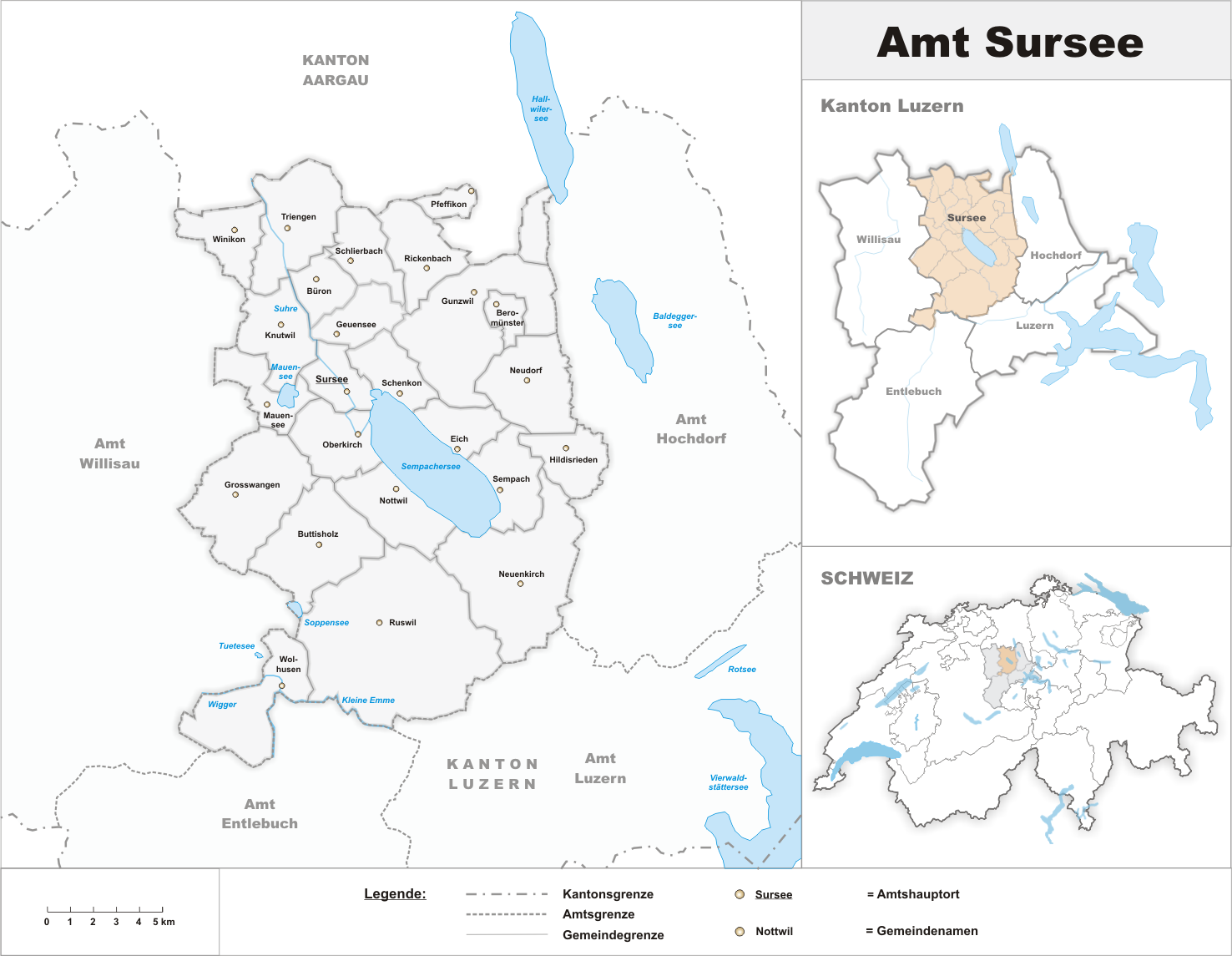
El districte de Sursee

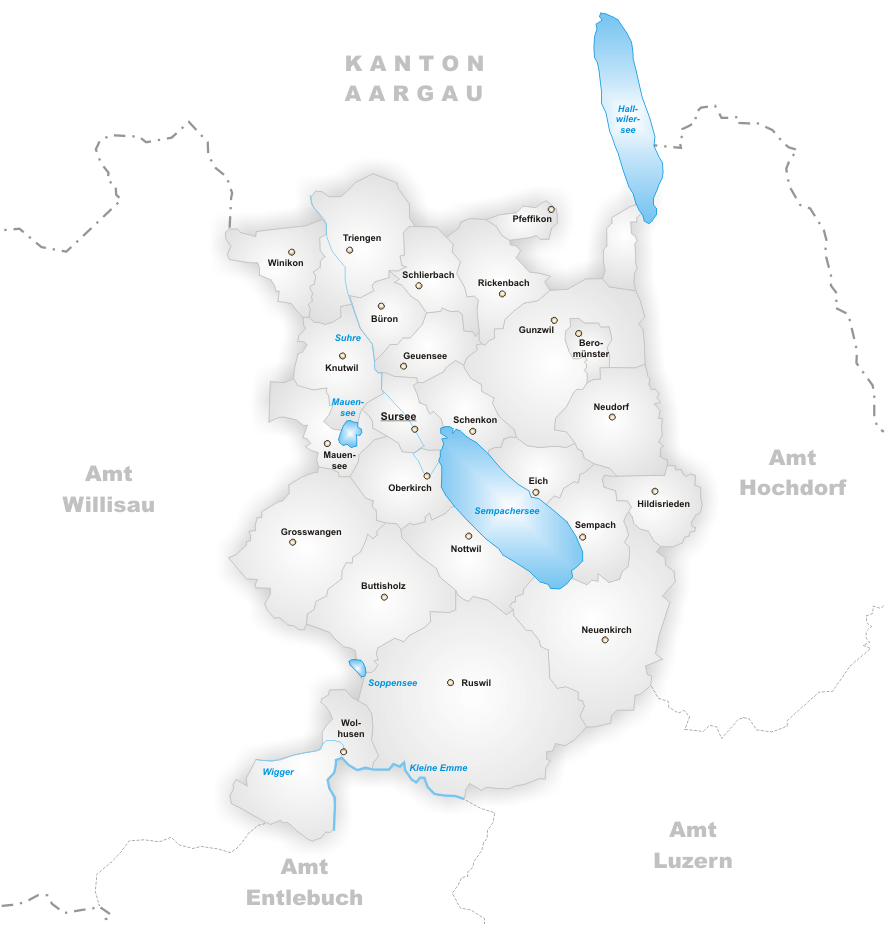
Municipis del districte

El Districte de Sursee és un dels 5 districtes del cantó de Lucerna (Suïssa). Té una població de 67305 habitants (cens de 2007) i una superfície de 302.04 km². El cap del districte és Sursee i està format per 22 municipis.

## Municipi
| Escut        | Municipi     | Habitants (Dez. 2007) | Superfície in km² | Número SFOS |
| ------------ | ------------ | --------------------- | ----------------- | ----------- |
| Beromünster  | Beromünster  | 4412                  | 29.56             | 1081        |
| Büron        | Büron        | 2033                  | 5.37              | 1082        |
| Buttisholz   | Buttisholz   | 2915                  | 16.71             | 1083        |
| Eich         | Eich         | 1574                  | 9.22              | 1084        |
| Geuensee     | Geuensee     | 2208                  | 6.47              | 1085        |
| Grosswangen  | Grosswangen  | 2876                  | 19.70             | 1086        |
| Hildisrieden | Hildisrieden | 1786                  | 7.04              | 1088        |
| Knutwil      | Knutwil      | 1662                  | 9.74              | 1089        |
| Mauensee     | Mauensee     | 1126                  | 45.10             | 1091        |
| Neudorf      | Neudorf      | 1116                  | 12.81             | 1092        |
| Neuenkirch   | Neuenkirch   | 5873                  | 26.25             | 1093        |
| Nottwil      | Nottwil      | 3062                  | 14.83             | 1094        |
| Oberkirch    | Oberkirch    | 3317                  | 10.95             | 1095        |
| Pfeffikon    | Pfeffikon    | 710                   | 2.49              | 1096        |
| Rickenbach   | Rickenbach   | 2194                  | 9.36              | 1097        |
| Ruswil       | Ruswil       | 6404                  | 45.25             | 1098        |
| Schenkon     | Schenkon     | 2540                  | 7.67              | 1099        |
| Schlierbach  | Schlierbach  | 632                   | 7.17              | 1100        |
| Sempach      | Sempach      | 3863                  | 11.68             | 1102        |
| Sursee       | Sursee       | 8573                  | 6.06              | 1103        |
| Triengen     | Triengen     | 4295                  | 22.08             | 1104        |
| Wolhusen     | Wolhusen     | 4134                  | 14.30             | 1107        |
|              | Total (22)   | 67'305                | 302.04            | 0304        |

## Fusions de municipis

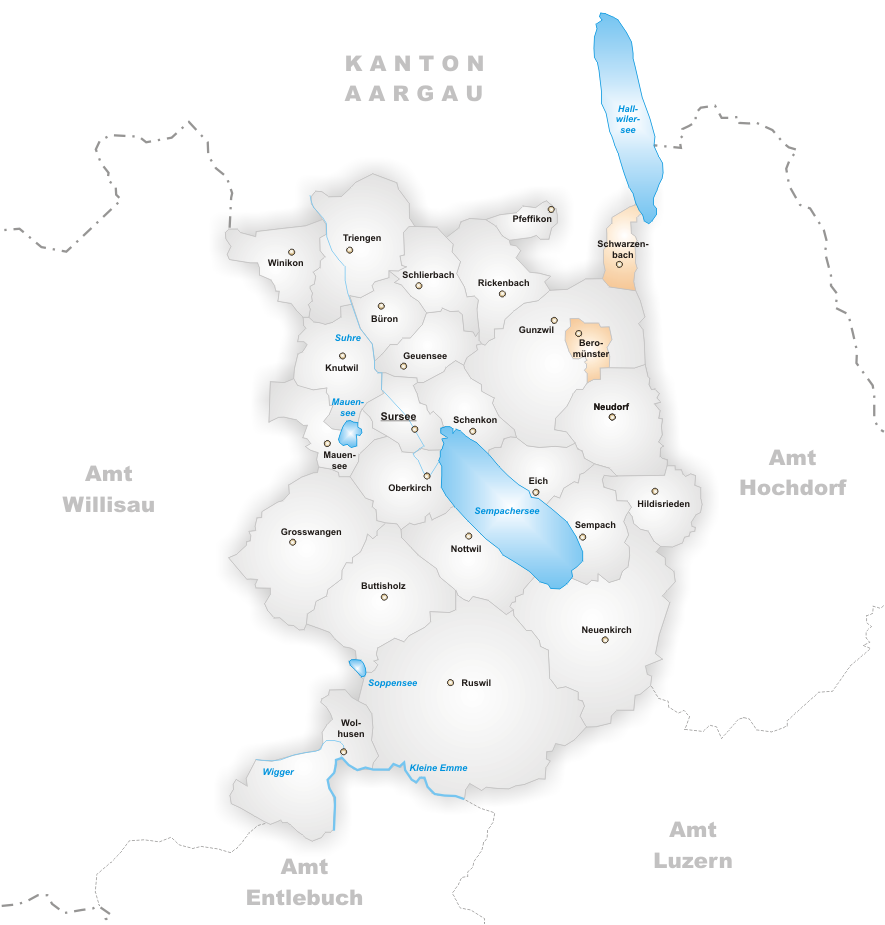
Gemeinden bis 2003
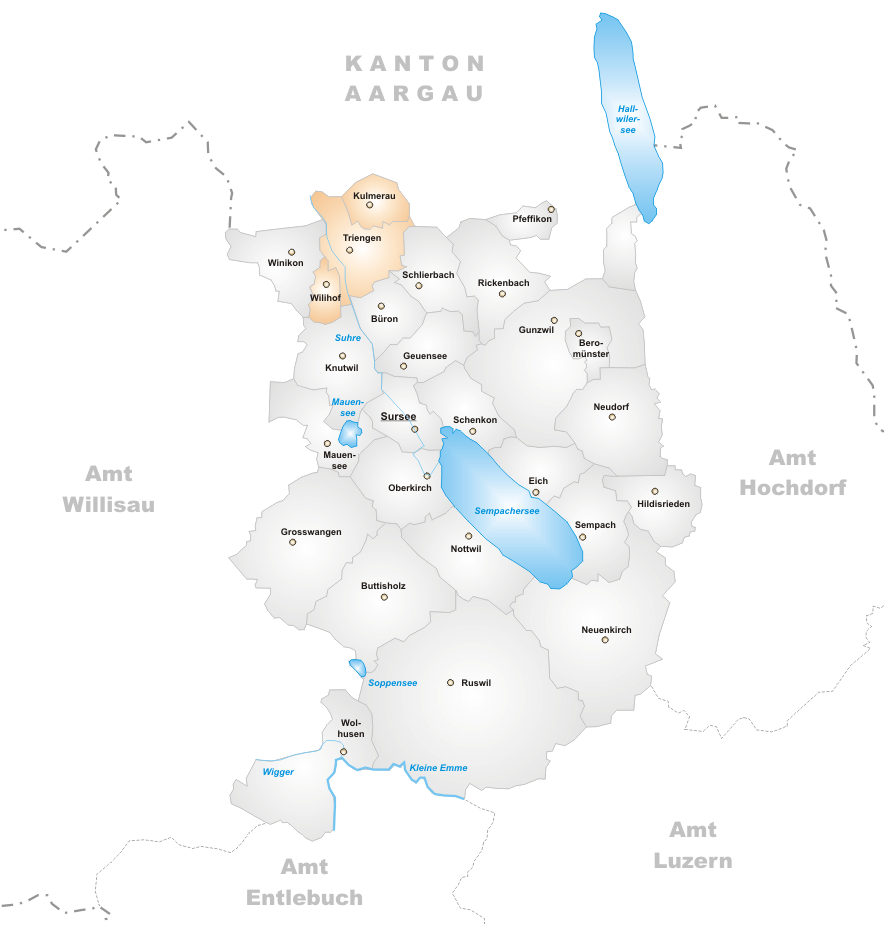
Gemeinden bis 2004
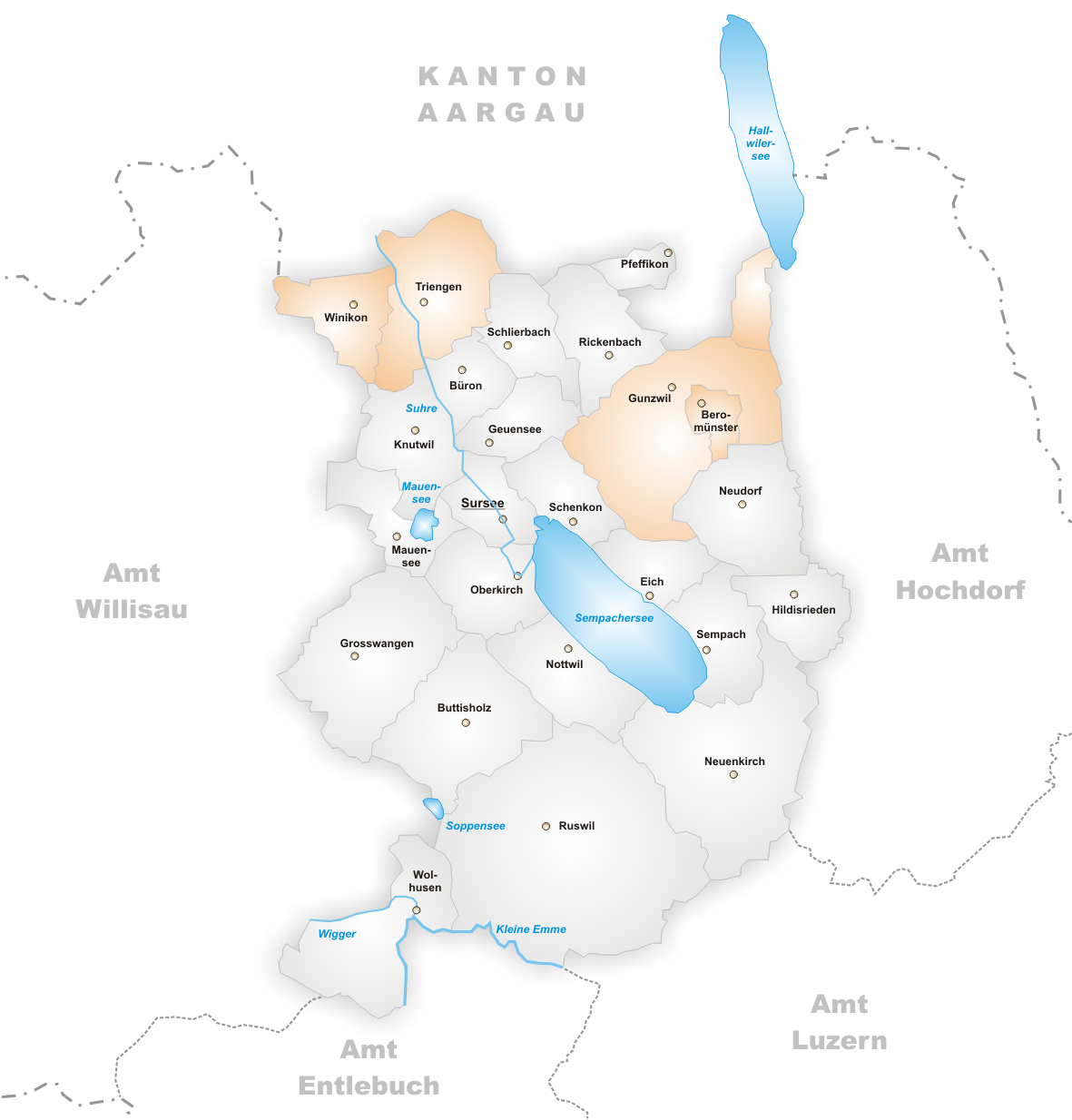
Gemeinden bis 2008

- 2004: Beromünster i Schwarzenbach → Beromünster

- 2005: Kulmerau, Triengen i Wilihof → Triengen

- 2009: Triengen i Winikon → Triengen
- 2009: Beromünster i Gunzwil → Beromünster